# 饒天民
饒天民（1502年—？），字明先，號任菴，湖廣武昌府崇陽縣人，軍籍，明朝政治人物。同進士出身。

## 生平
嘉靖四年（1525年）乙酉科湖廣鄉試第七名舉人，嘉靖十四年（1535年）乙未科第三甲進士。授中書舍人。十八年十一月选授河南道試監察御史，十月實授，彈劾詹事府府丞胡守中，疏請祭祀薛瑄，增加湖广的考试名额。又弹劾郭勳，議論河套軍事，忤旨被廷杖。後巡按蘇州、松江等地，曾為黃訓所編的《皇明名臣經濟錄》作序。后出为凤阳府知府，谪判合州。

## 家族
曾祖饒仕亨；祖父饒昱；父饒伯滸。前母劉氏；母汪氏；繼母陳氏。具庆下。兄饶天爵（知州）。